# Ехвајлер
Ехвајлер (њем. Ehweiler) општина је у њемачкој савезној држави Рајна-Палатинат. Једно је од 98 општинских средишта округа Кузел. Према процјени из 2010. у општини је живјело 177 становника. Посједује регионалну шифру (AGS) 7336018.

## Географски и демографски подаци
Ехвајлер се налази у савезној држави Рајна-Палатинат у округу Кузел. Општина се налази на надморској висини од 320 метара. Површина општине износи 3,6 km². У самом мјесту је, према процјени из 2010. године, живјело 177 становника. Просјечна густина становништва износи 50 становника/km².